# Herbert Scott
Herbert Scott é um ex-jogador profissional de futebol americano estadunidense.

## Carreira
Herbert Scott foi campeão da temporada de 1977 da National Football League jogando pelo Dallas Cowboys.